# Gero Kurat
Gero Kurat (* 18. November 1938 in Klagenfurt; † 27. November 2009 in Wien) war ein österreichischer Mineraloge.

## Leben und Wirken
Kurat studierte von 1957 bis 1963 an der Philosophischen Fakultät der Universität Wien und promovierte 1963 mit der Arbeit „Der Weinsberger Granit im südlichen österreichischen Moldanubikum“ zum Dr. phil. Bereits seit 1962 war an der Mineralogisch-Petrographischen Abteilung des Naturhistorischen Museums in Wien tätig. 1968 wurde er als Nachfolger von Hubert Scholler zum Leiter dieser Abteilung berufen, ein Amt, das er 35 Jahre bis zu seinem Ausscheiden 2003 bekleidete. Früh erkannte er das Potenzial der in den 1960er Jahren zur Serienreife gelangten Elektronenstrahlmikrosonde für die Untersuchung von mineralogischen Proben. Durch die Anschaffung einer Mikrosonde im Jahr 1974 konnte er seine Ideen umsetzen, die Mineralogisch-Petrographische Abteilung in eine moderne Forschungsanstalt umzuwandeln. Erfahrungen hatte er u. a. 1970/1971 bei einem Forschungsaufenthalt am Institute of Meteoritics der University of New Mexico in Albuquerque gesammelt, wo unter Leitung von Klaus Keil umfangreiche Untersuchungen im Zusammenhang mit dem Apollo-Programm liefen. 1976 wurde er Dozent an der Universität Wien. 1989 wurde ihm der Titel „Außerordentlicher Universitäts-Professor an der Universität Wien“ verliehen. Außerdem war er seit 1995 Mitglied der Österreichischen Akademie der Wissenschaften, und ein international anerkannter Wissenschaftler. Er beschäftigte sich hauptsächlich mit Meteoriten, interplanetarem Staub (Mikrometeoriten) und dem Erdmantel.

## Ehrungen
- 1978: Silbernes Ehrenzeichen für Verdienste um die Republik Österreich
- 1992: Ehrenmitglied der Russischen Mineralogischen Gesellschaft
- 1999: Gustav von Tschermak-Seysenegg-Preis für die Forschungen über die Petrologie des Erdmantels
- 2002: Der Kleinplanet (6079) Gerokurat wird nach ihm benannt.
- 2003: Ehrenmitglied der Österreichischen Mineralogischen Gesellschaft
- 2014: Das Mineral Kuratit wird nach ihm benannt.

## Publikationen (Auswahl)
Seine Publikationsliste umfasst 530 wissenschaftliche Arbeiten, darunter 365 Kurzbeiträge, sowie 15 populärwissenschaftliche Schriften.
- mit Hans Kurzweil: Der Meteorit von Lanzenkirchen. In: Annalen des Naturhistorischen Museums in Wien. Band 68, 1965, S. 9–24 (zobodat.at [PDF]).
- mit Herbert Palme, B. Spettel, H. Baddenhausen, H. Hofmeister, C. Palme und Heinrich Wänke: Geochemistry of ultramafic xenoliths from Kapfenstein, Austria: Evidence for a variety of upper mantle processes. In: Geochimica et Cosmochimica Acta., Band 44, 1980, S. 45–60.
- mit Alfred Kracher und Klaus Keil: Luna 16 microbreccia lithic fragments: Samples of an early basalt filling of Mare Fecunditatis. In: Tschermaks mineralogische und petrographische Mitteilungen. Band 27, 1980, S. 41–66.
- mit Ernst Pernicka und I. Herrwerth: Chondrules from Chainpur (LL-3): reduced parent rocks and vapor fractionation. In: Earth and Planetary Science Letters. Band 68, 1984, S. 43–56.
- Geochemistry of chondrules: Fractionation processes in the early solar system. Proceedings of the 27th International Geological Congress, Band 11, 1984, S. 155–197.
- Primitive meteorites: an attempt towards unification. In: Philosophical Transactions of the Royal Society, London, Band A325, 1988, 459–482.
- Michel Maurette, C. Olinger, M. Christophe Michel-Levy, Gero Kurat, M. Pourcheti, F. Brandstätter und M. Bourot-Denise: A collection of diverse micrometeorites recovered from 100 tonnes of Antarctic blue ice. In: Nature. Band 351, 1991, S. 44–47.
- mit M.E. Varela, F. Brandstätter, G. Weckwerth, R.N. Clayton, H.W. Weber, L. Schultz, E. Wäsch und M.A. Nazarov: D’Orbigny: A non-igneous angritic achondrite? In: Geochimica et Cosmochimica Acta. Band 68, 2004, S. 1901–1921.